# Constantin Somov
Pour les articles homonymes, voir Somov.
Constantin Andreïevitch Somov (en russe : Константин Андреевич Сомов ; né le 30 novembre 1867 à Saint-Pétersbourg et mort le 6 mai 1939 à Paris 16e) est un peintre symboliste russe.

## Biographie
Né d'un père historien de l'art et conservateur au musée de l'Ermitage, Constantin Somov s'intéresse très tôt à l'art et à la musique du XVIIIe siècle. Entre 1888 et 1897, il étudie la peinture à l'Académie impériale des beaux-arts et fréquente pendant trois ans l'atelier d'Ilia Répine avec Igor Grabar, Philippe Maliavine, Anna Ostroumova-Lebedeva. Il affectionne en particulier l'art rococo, à la manière de Fragonard et de Watteau, et privilégie la peinture à la gouache. Il se lie pendant ses études avec Alexandre Benois, Serge Diaghilev et Léon Bakst et se rend avec eux à Paris en 1897. Somov fréquente alors les ateliers de Whistler et de l'Académie Colarossi. Lors de leur retour en Russie, Somov contribue par ses illustrations à la revue Mir Iskousstva que ses trois compagnons fondent en 1899.
Pendant les années 1910, Somov illustre les œuvres d'Alexandre Blok et réalise notamment une série de personnages de la commedia dell'arte. Ses peintures sont exposées en France, au Salon d'automne de 1906, et en Allemagne, où une première monographie lui est consacrée en 1907. Il devient membre de l'Académie impériale en 1913 et il est nommé professeur à l'École des beaux-arts de Pétrograd (Saint-Pétersbourg) en 1918. Il demeure au 97 perspective Ekaterinhofski (aujourd'hui perspective Rimski-Korsakov) de 1887 à 1923.
En 1923, il émigre aux États-Unis, mais ne reste qu'un an dans ce pays qu'il déclare incompatible avec son tempérament artistique. Il s'installe alors à Paris, où il illustre entre autres Manon Lescaut, Daphnis et Chloé et les poèmes de Pouchkine. Vers la fin de sa vie, il peint surtout des portraits. À sa mort en 1939, il est inhumé au cimetière de Sainte-Geneviève-des-Bois.
Les peintures de Constantin Somov connaissent un regain de popularité au début du XXIe siècle et leur valeur sur le marché de l'art s'est en conséquence beaucoup accrue. Ainsi le 14 juin 2007, son paysage intitulé L'Arc-en-ciel (1927) a été vendu à 7,33 millions de dollars chez Christie's.

Œuvres de Constantin Somov
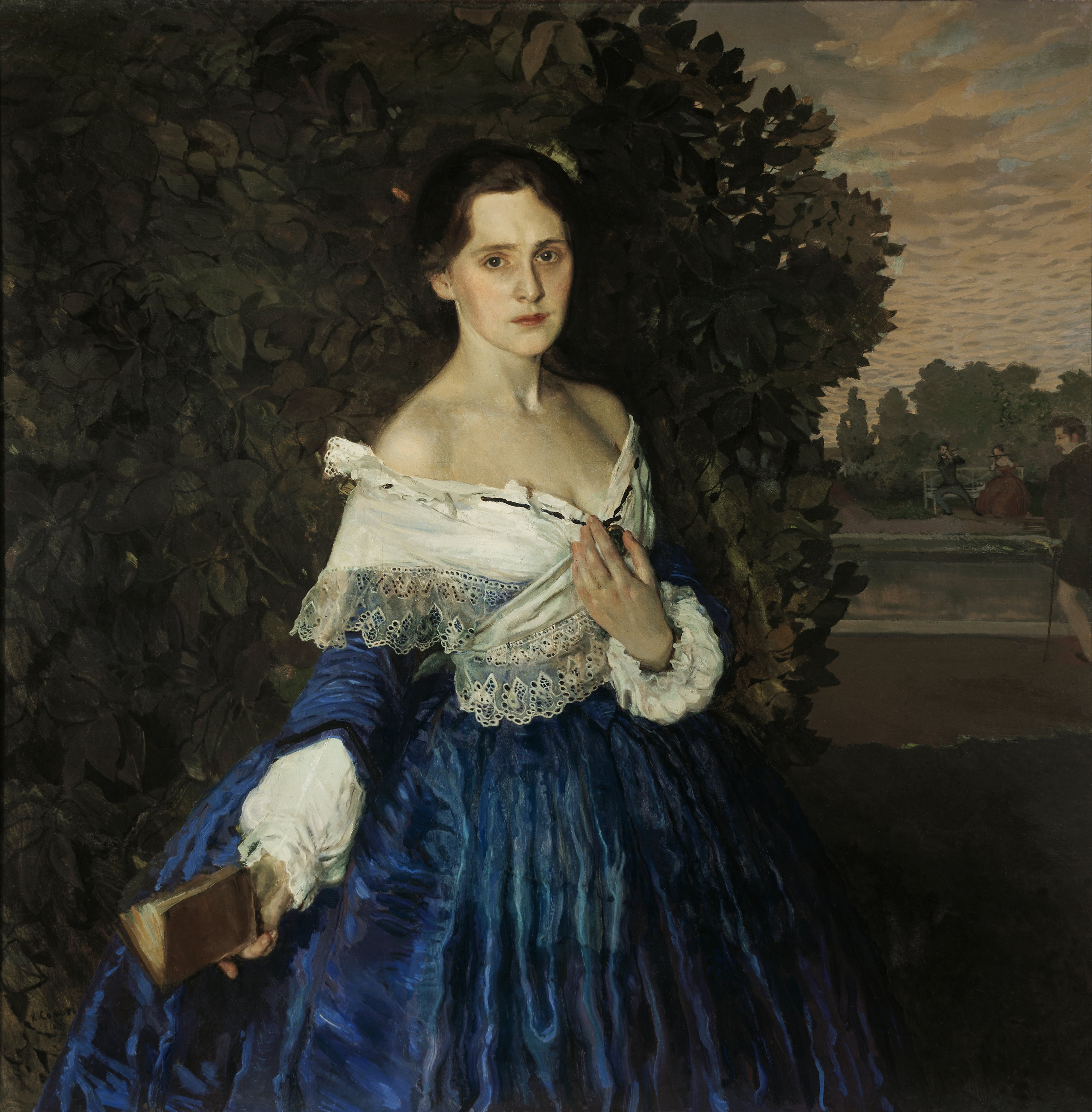
La Dame en bleu (1897), Moscou, galerie Tretiakov.
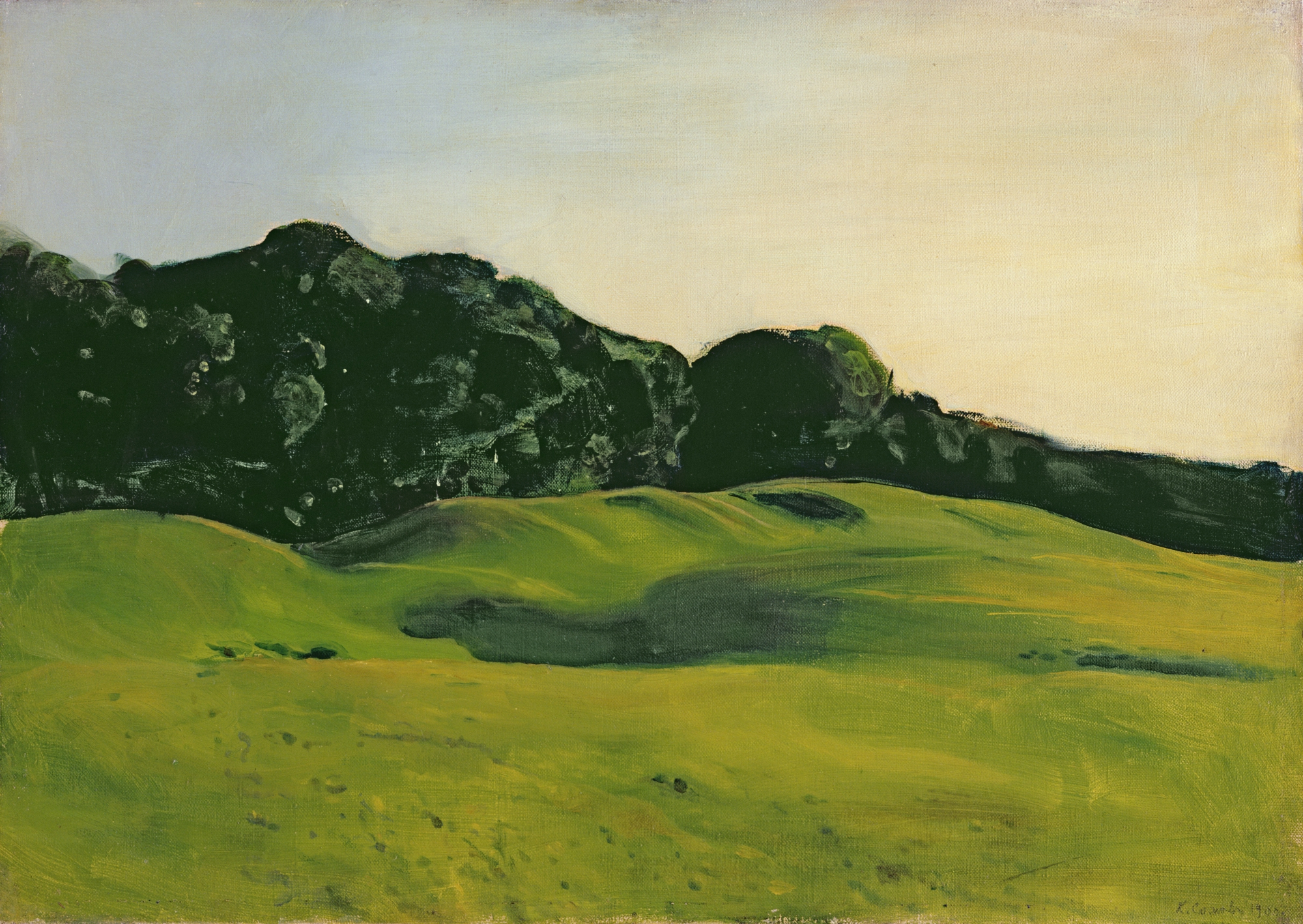
Avant le crépuscule (1900), Saint-Pétersbourg, Musée russe.
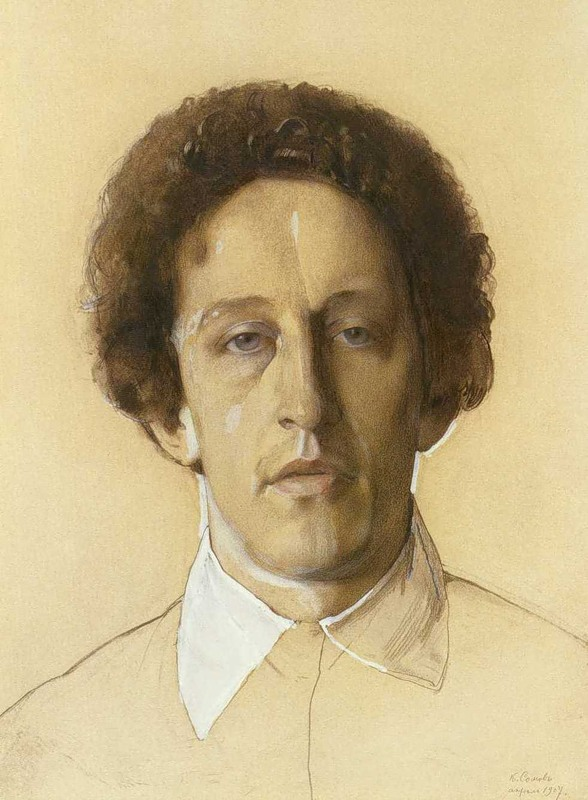
Portrait d'Alexandre Blok (1907), Moscou, galerie Tretiakov.
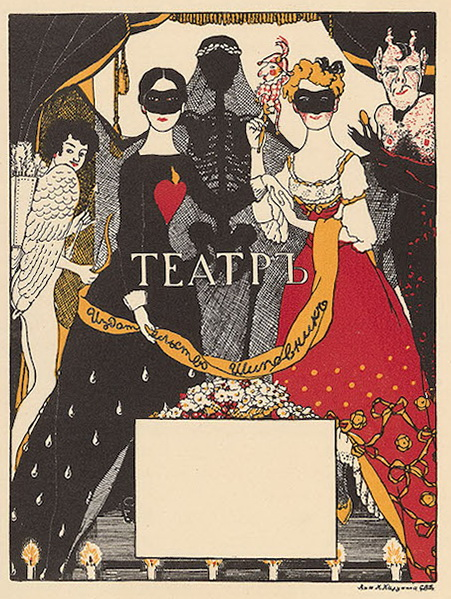
Page de couverture pour le Théâtre d'Alexandre Blok (1907)
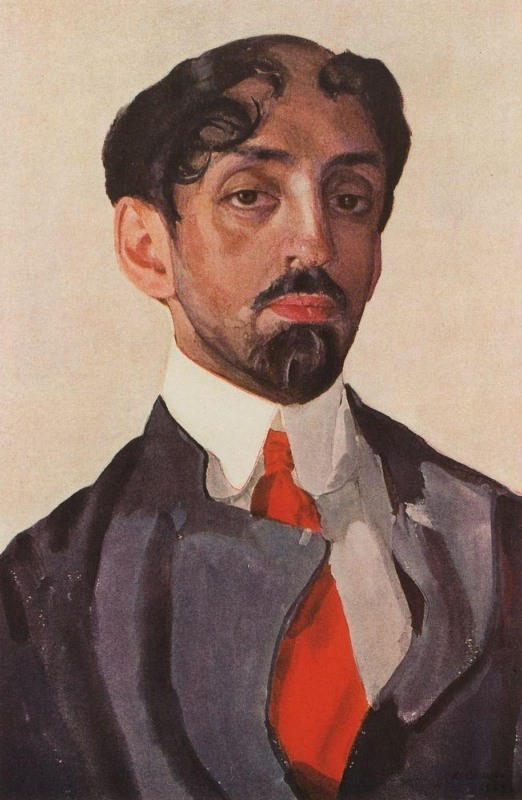
Mikhaïl Kouzmine (1909), Moscou, galerie Tretiakov.
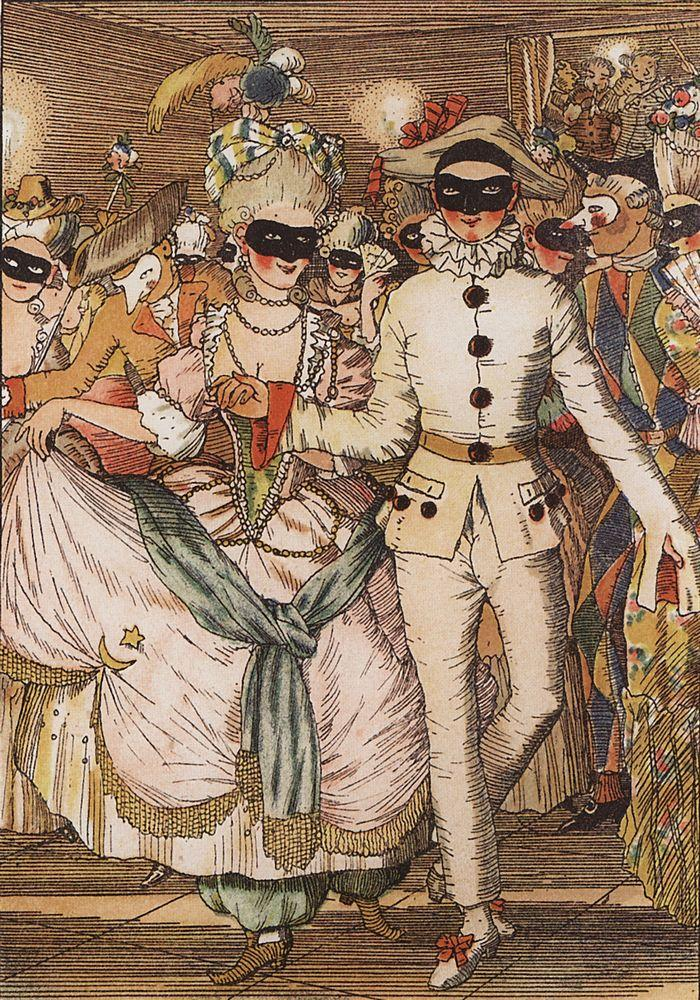
Illustration pour Le livre de la Marquise (1917-1918).
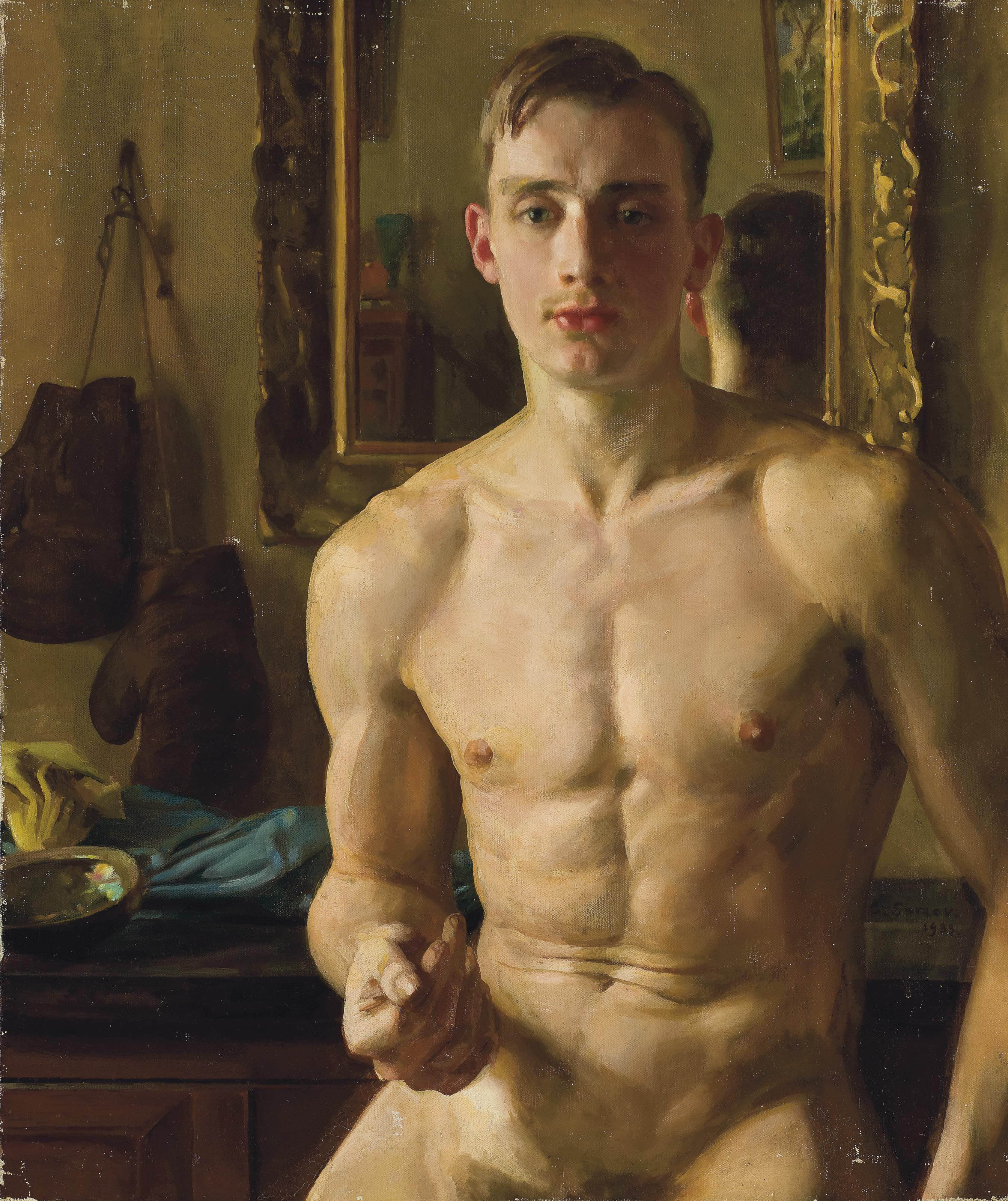
Le Boxeur (1933), localisation inconnue.
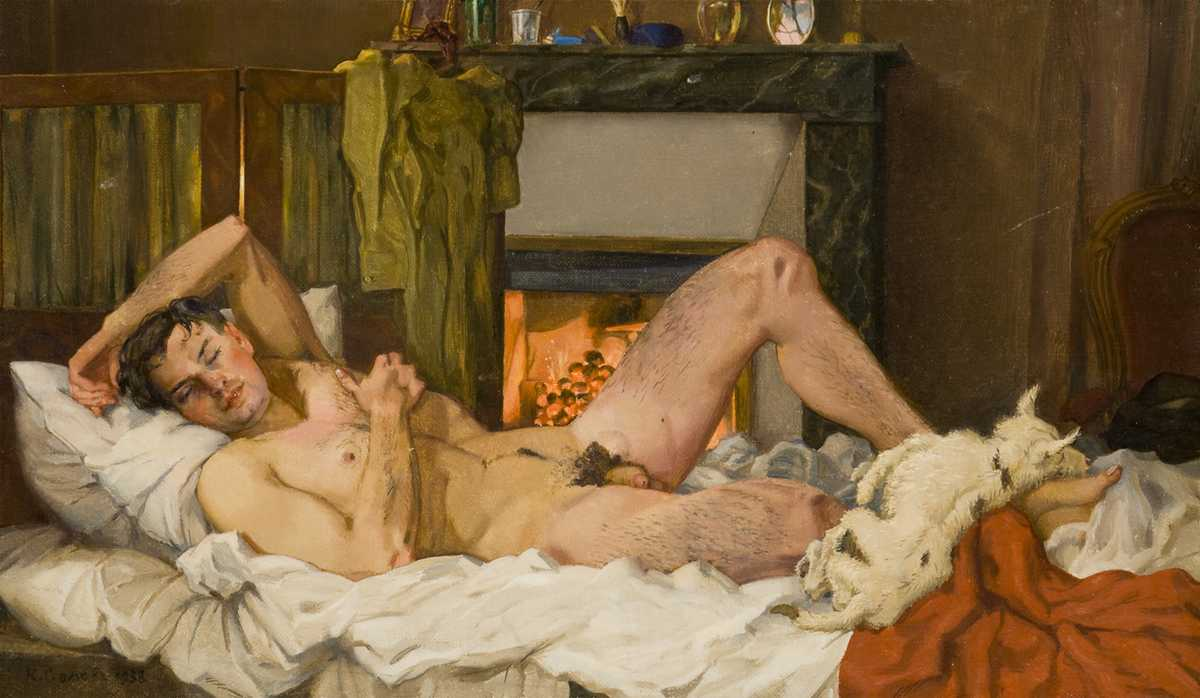
Homme nu allongé (1938), localisation inconnue.